# Syllable
Syllable är ett operativsystem som distribueras under fri licens. Projektet startades under 2002 då Kristian Van Der Vliet bestämde sig för att bygga vidare på det något äldre operativsystemet AtheOS, vars utveckling hade stagnerat.
Syllable har ett eget grafiskt gränssnitt inbyggt. Det är skrivet i C++ och ges ut under GPL-licensen. Syllable påminner lite om gamla BeOS och är POSIX-kompatibelt.
Målet med Syllable är att skapa ett alternativ till Linux och Windows för skrivbordet. Syllable finns även som serverversion.